# Mi presento ai tuoi
Mi presento ai tuoi è stato un programma televisivo italiano di genere dating show, in onda dal 9 dicembre 2023 al 27 aprile 2024 il sabato alle 14 su Rai 2 e condotto da Lorena Bianchetti dal Centro di produzione Rai Piero Angela di Torino.

## Il programma
In ciascun episodio, una ragazza o un ragazzo avrà l'opportunità, in compagnia dei propri genitori, amici e persone fidate, di selezionare tra sei possibili partner la persona con cui desidera intraprendere una nuova relazione.

## Edizioni
| Edizione | Anno      | Conduzione        | Periodo         | Periodo        | Puntate | Regia       | Studio                                                     |
| Edizione | Anno      | Conduzione        | Inizio          | Fine           | Puntate | Regia       | Studio                                                     |
| -------- | --------- | ----------------- | --------------- | -------------- | ------- | ----------- | ---------------------------------------------------------- |
| 1ª       | 2023-2024 | Lorena Bianchetti | 9 dicembre 2023 | 27 aprile 2024 | 17      | Giulia Sodi | Studio 1 del Centro di produzione Rai Piero Angela, Torino |

## Puntate e ascolti
| Puntata | Messa in onda    | Ascolti        | Ascolti | Ascolti |
| Puntata | Messa in onda    | Telespettatori | Share   | Fonte   |
| ------- | ---------------- | -------------- | ------- | ------- |
| 1       | 9 dicembre 2023  | 342 000        | 2,70%   | [ 2 ]   |
| 2       | 16 dicembre 2023 | 234 000        | 1,83%   | [ 3 ]   |
| 3       | 23 dicembre 2023 | 277 000        | 2,18%   | [ 4 ]   |
| 4       | 30 dicembre 2023 | 249 000        | 1,92%   | [ 5 ]   |
| 5       | 6 gennaio 2024   | 276 000        | 2,12%   | [ 6 ]   |
| 6       | 13 gennaio 2024  | 306 000        | 2,27%   | [ 7 ]   |
| 7       | 20 gennaio 2024  | 288 000        | 2,13%   | [ 8 ]   |
| 8       | 27 gennaio 2024  | 259 000        | 1,99%   | [ 9 ]   |
| 9       | 3 febbraio 2024  | 262 000        | 2,04%   | [ 10 ]  |
| 10      | 10 febbraio 2024 | 268 000        | 1,79%   | [ 11 ]  |
| 11      | 24 febbraio 2024 | 286 000        | 2,29%   | [ 12 ]  |
| 12      | 23 marzo 2024    | 349 000        | 3,19%   | [ 13 ]  |
| 13      | 30 marzo 2024    | 289 000        | 2,65%   | [ 14 ]  |
| 14      | 6 aprile 2024    | 378 000        | 3,57%   | [ 15 ]  |
| 15      | 13 aprile 2024   | 242 000        | 2,22%   | [ 16 ]  |
| 16      | 20 aprile 2024   | 366 000        | 3,22%   | [ 17 ]  |
| 17      | 27 aprile 2024   | 340 000        | 3,03%   | [ 18 ]  |

## Programmazione
| Edizione | Rete televisiva | Anno      | Stagione          | Orario      | Durata | Programmazione | Programmazione | Programmazione | Programmazione | Programmazione | Programmazione | Programmazione | Collocazione |
| Edizione | Rete televisiva | Anno      | Stagione          | Orario      | Durata | L              | M              | M              | G              | V              | S              | D              | Collocazione |
| -------- | --------------- | --------- | ----------------- | ----------- | ------ | -------------- | -------------- | -------------- | -------------- | -------------- | -------------- | -------------- | ------------ |
| 1ª       | Rai 2           | 2023-2024 | autunno-primavera | 14:00-15:15 | 80 min |                |                |                |                |                |                |                | Day-time     |

## Programma
1. ↑   Giorgia Iovane, Mi presento ai tuoi, Lorena Bianchetti tra game e dating show, su TvBlog, 9 dicembre 2023. URL consultato il 9 dicembre 2023.
2. ↑   Giorgia Iovane, Ascolti tv sabato 9 dicembre 2023, su TvBlog, 10 dicembre 2023. URL consultato il 10 dicembre 2023.
3. ↑   Redazione Blogo, Ascolti tv sabato 16 dicembre 2023, su TvBlog, 17 dicembre 2023. URL consultato il 20 dicembre 2023.
4. ↑   Redazione Blogo, Ascolti tv sabato 23 dicembre 2023, su TvBlog, 24 dicembre 2023. URL consultato il 24 dicembre 2023.
5. ↑   Redazione Blogo, Ascolti tv sabato 30 dicembre 2023, su TvBlog, 31 dicembre 2023. URL consultato il 31 dicembre 2023.
6. ↑   Redazione Blogo, Ascolti tv sabato 6 gennaio 2024, su TvBlog, 7 gennaio 2024. URL consultato il 7 gennaio 2024.
7. ↑   Redazione Blogo, Ascolti tv sabato 13 gennaio 2024, su TvBlog, 14 gennaio 2024. URL consultato il 14 gennaio 2024.
8. ↑   Redazione Blogo, Ascolti tv sabato 20 gennaio 2024, su TvBlog, 21 gennaio 2024. URL consultato il 21 gennaio 2024.
9. ↑   Giorgia Iovane, Ascolti tv sabato 27 gennaio 2024, su TvBlog, 28 gennaio 2024. URL consultato il 28 gennaio 2024.
10. ↑   Redazione Blogo, Ascolti tv sabato 3 febbraio 2024, su TvBlog, 4 febbraio 2024. URL consultato il 4 febbraio 2024.
11. ↑   Redazione Blogo, Ascolti tv sabato 10 febbraio 2024, su TvBlog, 11 febbraio 2024. URL consultato l'11 febbraio 2024.
12. ↑   Redazione Blogo, Ascolti tv sabato 24 febbraio 2024, su TvBlog, 25 febbraio 2024. URL consultato il 25 febbraio 2024.
13. ↑   Redazione Blogo, Ascolti tv sabato 23 marzo 2024, su TvBlog, 24 marzo 2024. URL consultato il 24 marzo 2024.
14. ↑   Redazione Blogo, Ascolti tv sabato 30 marzo 2024, su TvBlog, 31 marzo 2024. URL consultato il 31 marzo 2024.
15. ↑   Redazione Blogo, Ascolti tv sabato 6 aprile 2024, su TvBlog, 7 aprile 2024. URL consultato il 7 aprile 2024.
16. ↑   Marco Salaris, Ascolti tv sabato 13 aprile 2024, su TvBlog, 14 aprile 2024. URL consultato il 14 aprile 2024.
17. ↑   Marco Salaris, Ascolti tv sabato 20 aprile 2024, su TvBlog, 21 aprile 2024. URL consultato il 21 aprile 2024.
18. ↑   Fabio Fabbretti, Ascolti tv sabato 27 aprile 2024, su DavideMaggio, 28 aprile 2024.